# Teoria da ação
Teoria da ação é uma área da filosofia que se dedica à análise de processos que causam os movimentos humanos voluntários de um tipo mais ou menos complexo. Esta área tem sido alvo dos filósofos, principalmente desde a obra de Aristóteles, Ética a Nicómaco. Com o advento da psicologia e mais tarde da neurociência, muitas teorias da ação têm sido colocadas a testes empíricos.
A teoria da ação filosófica ou filosofia da ação, não deve ser confundida com as teorias sociológicas de ação social, como a teoria da ação estabelecida por Talcott Parsons.

## Visão geral
A teoria da ação básica geralmente descreve a ação como um comportamento causado por um agente em uma situação particular. Os desejos e crenças do agente (por exemplo, eu querer um copo d'água e acreditar que o líquido claro no copo à minha frente é água) levam ao comportamento corporal (por exemplo, estender a mão para pegar o copo). Na teoria simples (ver Donald Davidson), o desejo e a crença causam conjuntamente a ação. Michael Bratman levantou problemas para essa visão e argumentou que devemos considerar o conceito de intenção como básico e não analisável em crenças e desejos.
Em algumas teorias, um desejo mais uma crença sobre os meios de satisfazê-lo são sempre o que está por trás de uma ação. Os agentes visam, ao agir, maximizar a satisfação de seus desejos. Essa teoria da racionalidade prospectiva fundamenta grande parte da economia e de outras ciências sociais dentro da estrutura mais sofisticada da escolha racional. No entanto, muitas teorias da ação argumentam que a racionalidade vai muito além do cálculo dos melhores meios para atingir os fins de alguém. Por exemplo, a crença de que devo fazer X, em algumas teorias, pode me levar diretamente a fazer X sem que eu tenha que querer fazer X (isto é, ter desejo de fazer X). A racionalidade, em tais teorias, também envolve responder corretamente às razões que um agente percebe, não apenas agir de acordo com desejos.
Embora os teóricos da ação geralmente empreguem a linguagem da causalidade em suas teorias sobre o que é a natureza da ação, a questão de a que vem a determinação causal tem sido central para as controvérsias sobre a natureza do livre arbítrio.
As discussões conceituais também giram em torno de uma definição precisa de ação na filosofia. Os estudiosos podem discordar sobre quais movimentos corporais se enquadram nesta categoria, por exemplo, se o pensamento deve ser analisado como ação, e como ações complexas envolvendo várias etapas a serem tomadas e diversas consequências pretendidas devem ser resumidas ou decompostas.

## Estudiosos
- Aristóteles
- Thomas Aquinas
- David Hume
- Georg Wilhelm Friedrich Hegel
- Friedrich Nietzsche
- Max Weber
- Talcott Parsons
- Ludwig Wittgenstein
- Hannah Arendt
- Jürgen Habermas
- Paul Ricoeur
- G. E. M. Anscombe
- Maurice Blondel
- Michel Crozier
- Jonathan Dancy
- Daniel Dennett
- Fred Dretske
- Ignacio Ellacuría
- Arnold Gehlen
- Sam Harris
- Carl Hempel
- Hans Joas
- Anthony Kenny
- John McDowell
- Ludwig von Mises
- Thomas Nagel
- Joseph Raz
- Thomas Reid
- Alfred Schütz
- John Searle
- Wilfrid Sellars
- Baruch Spinoza
- Georg Henrik von Wright
- Xavier Zubiri